# José Gómez Esparza
José Gómez Esparza (* 1898 Metepec -->bei Toluca im Bundesstaat México; † 1970) war ein mexikanischer  Politiker und Botschafter.

## Leben
José Gómez Esparza studierte Medizin an der Escuela Nacional de Medicina der UNAM sowie in Frankreich.
Er wurde für die Legislaturperiode 1934 bis 1937 als Nachrückabgeordneter für den dritten Wahlbezirk von Hidalgo in den Kongress der Union Mexikos gewählt und rückte auch nach.
Esparza war Mitglied eines Ausschusses für eine Wahlrechtsreform und einer großen Kommission für indigene Angelegenheiten.
Im Dezember 1941 brachte er im Parlament einen Entwurf zum Ley de Justicia al Indio Mexicano und einen Vorschlag zur Änderung des Departamento de Asuntos Indígenas zu einem Ministerium Secretaría de Economía y Cultura Indígena ein.
Im Dezember 1942 war er Vorsitzender des Parlamentes. Esparza wurde am 1. November 1943 zum Botschafter in China ernannt. Am 3. August 1944 wurde er dann zum Botschafter in Bolivien ernannt, da China seit Ende 1937 von Japan besetzt war und er folglich keinen Kontakt mit diesem Land aufnehmen konnte. 1945 wurde er von Bolivien mit dem Großkreuz des Orden del Cóndor de los Andes de Bolivia ausgezeichnet. Im gleichen Jahr kandidierte er um den Posten des Gouverneurs von Hidalgo, die Vorwahlen und auch die Wahlen konnte jedoch Quintín Rueda Villagrán für sich entscheiden. Von 1946 bis 1952 saß Esparza für den Bundesstaat Hidalgo im Senat. Von 1952 bis 1953 war er Generalsekretär des Comité Ejecutivo Nacional der Partido Revolucionario Institucional.

## Veröffentlichungen
- En memoria de Carranza, Na 9 feb 42. 14701 Análisis. Vida de Carranza.
- Justicia al indio. Proyecto de Ley, México, Imprenta de la Cámara de Diputados, 1942
- Ante la tumba del general Francisco Murguía, México

| Vorgänger                | Amt | Nachfolger               |
| ------------------------ | --- | ------------------------ |
| Alfonso Cravioto         | Mexikanischer Botschafter in La Paz 14. September 1944 bis 29. Mai 1946                                                    | Víctor Alfonso Maldonado |
| Teófilo R. Borunda Ortiz | Generalsekretär des Comité Ejecutivo Nacional der Partido Revolucionario Institucional 4. Dezember 1952 bis 26. April 1956 | Rafael Corrales Ayala    |
| Gonzalo Frías Beltrán    | Mexikanischer Botschafter in San Salvador 14. Mai 1957 bis 31. Mai 1958                                                    | Emilio Calderón Puig     |